# Требјешани
Требјешани су племе (огранак племена Никшића) из Старе Херцеговине, које је живјело недалеко од Никшића, око брда Требјеса, Сливља и Озринића. Године 1711. учествују у рату против османске власти. Племе је тада бројало и до 1.000 бораца. Под притиском Османлија, морали су се иселити (1711) на Чево, гдје су живјели сљедећих 30 година. По повратку у околину Никшића, настављају се супростављати Османлијама, под чијим су притиском поново били принуђени на исељавање. Један дио Требјешана се, 1804. године, иселио у Русију (23 породице са 97 чланова), у село којем су дали име Сербка. Дио њих је привремено прешао у Горњу и Доњу Морачу, а 1804. су прешли у Дробњаке (Струг, Малинско и Сировац). На простору Дробњака су формирали ново племе, Ускоке.